# Campeonato Roraimense 2017
El Campeonato Roraimense de 2017 fue la 62.ª edición del campeonato de fútbol del estado de Roraima. El Campeonato comenzó el 31 de marzo y finalizó el 16 de mayo, y contó con 6 clubes. El campeón garantizó una plaza en la Copa de Brasil 2018, Copa Verde 2018 y los dos primeros colocados disputaron la Serie D de 2018.

## Reglamento
El Campeonato Roraimense de Fútbol de 2017 se disputó en tres fases:
- 1.ª Fase - Copa Boa Vista
- 2.ª Fase - Copa Roraima
- 3.ª Fase - Final

El grupo A quedó compuesto por Náutico, Baré y Real, y el grupo B por São Raimundo-RR, Grêmio Atlético Sampaio (GAS) y Atlético Roraima. En la primera fase, todos se enfrentan en los respectivos grupos y en la segunda fase se produce el cruce de grupos.
Tanto en la primera y en la segunda fase los dos mejores colocados de cada grupo disputan las semifinales de los turnos y luego la final. En el caso de que un mismo club gane las dos fases, este será declarado campeón roraimense de 2017 automáticamente. Pero si hay equipos diferentes campeones, se disputará un enfrentamiento decisivo válido por el título del campeonato, el 16 de mayo.

## Primera fase (Taça Boa Vista)

### Grupo A
|  |                            |
|  | Clasificados a Semifinales |
|  | Eliminados                 |

### Grupo B
|  |                            |
|  | Clasificados a Semifinales |
|  | Eliminados                 |

### Fase final
|  | Semifinales      | Semifinales |              |      | Final       | Final       |  |
|  | 10 de abril      | 10 de abril |              |      | 13 de abril | 13 de abril |  |
|  |                  |             |              |      |             |             |  |
|  |                  |             |              |      |             |             |  |
|  | Baré             | 4           |              |      |             |             |  |
|  | Baré             | 4           |              |      |             |             |  |
|  | Atlético Roraima | 1           |              |      |             |             |  |
|  | Atlético Roraima | 1           |              | Baré | 0(5)        |             |  |
|  |                  |             |              | Baré | 0(5)        |             |  |
|  |                  |             | São Raimundo | 0(4) |             |             |  |
|  | São Raimundo     | 4           | São Raimundo | 0(4) |             |             |  |
|  | São Raimundo     | 4           |              |      |             |             |  |
|  | Náutico          | 0           |              |      |             |             |  |
|  | Náutico          | 0           |              |      |             |             |  |
|  |                  |             |              |      |             |             |  |

| Taça Boa Vista de 2017   |
| ------------------------ |
| Baré Campeón (6º título) |

## Segunda fase (Taça Roraima)

### Grupo A
|  |                            |
|  | Clasificados a Semifinales |
|  | Eliminados                 |

### Grupo B
|  |                            |
|  | Clasificados a Semifinales |
|  | Eliminados                 |

### Fase Final
|  | Semifinales      | Semifinales |              |      | Final     | Final     |  |
|  | 5 de mayo        | 5 de mayo   |              |      | 9 de mayo | 9 de mayo |  |
|  |                  |             |              |      |           |           |  |
|  |                  |             |              |      |           |           |  |
|  | Baré             | 2           |              |      |           |           |  |
|  | Baré             | 2           |              |      |           |           |  |
|  | Atlético Roraima | 1           |              |      |           |           |  |
|  | Atlético Roraima | 1           |              | Baré | 1         |           |  |
|  |                  |             |              | Baré | 1         |           |  |
|  |                  |             | São Raimundo | 2    |           |           |  |
|  | São Raimundo     | 8           | São Raimundo | 2    |           |           |  |
|  | São Raimundo     | 8           |              |      |           |           |  |
|  | Real             | 1           |              |      |           |           |  |
|  | Real             | 1           |              |      |           |           |  |
|  |                  |             |              |      |           |           |  |

| Taça Roraima de 2017             |
| Boa Vista                        |
| -------------------------------- |
| São Raimundo Campeón (5º título) |

## Final del campeonato
| 16 de mayo de 2017 | Baré                                             | 3-3 (3-4 p.) | São Raimundo                       | Estadio Ribeirão, Boa Vista |  |
| 19:00              | Júnior Neymar 21' · Luís Carlos 49' · Wagner 60' | Reporte      | Thiago Paraná 58', 82' · Betão 77' |                             |  |

| Campeón Campeonato Roraimense 2017    |
| ------------------------------------- |
| Boa Vista                             |
| São Raimundo (8º título - 2º consec.) |

## Goleadores
| Jugador       | Club             | Goles |
| ------------- | ---------------- | ----- |
| Viny          | São Raimundo     | 9     |
| Robemar       | Baré             | 7     |
| Jr. Neymar    | Baré             | 6     |
| Rian          | Atlético Roraima | 4     |
| Romaneli      | São Raimundo     | 4     |
| Tomaz         | São Raimundo     | 4     |
| Thiago Paraná | São Raimundo     | 4     |